# 观音殿
观音殿又名观音阁、观音堂、大悲殿，是中国汉传佛教寺院中以观世音菩萨为主尊的殿堂。

## 词源学
观世音，又译作“光世音”、“观世自在”、“观自在”等，是阿弥陀佛的左协侍，西方三圣之一，以“大慈大悲”的品德著名。根据佛经记载，遇难者只要念诵其名号，菩萨即时观其音声，前往拯救其解脱。

## 供奉
观世音菩萨的化身很多，中国各地佛寺供奉各不相同，常见的有圣观音、自在观音和千手观音。
- 圣观音：形象是结跏跌坐，手持莲花或者玉净瓶，身上有璎珞项钏等装饰，头戴宝冠，冠上有阿弥陀佛坐像，这一形象是观世音菩萨的主要标志。[2]
- 自在观音：观世音菩萨一腿盘膝而坐，一腿下垂，旁边有一个盛满甘露的玉净瓶，瓶中有柳枝，象征观世音菩萨以大悲甘露遍洒人间，身旁有一童男和童女，男童是善财童子，女童是龙女。[2]
- 千手观音：又名“千手千眼观音”，身体两侧伸出千条手臂，一般以42根手臂象征千手，各手掌中一只眼睛，除中央两手合掌外，其他手臂分别持有金刚杵、宝剑、宝印等法器，千手表示遍护众生，千眼表示遍观世间。[3]